# セクシーゾーン ドームツアー2022 ザ・ハイライト
『セクシーゾーン ドームツアー2022 ザ・ハイライト』は、Sexy Zoneの16枚目のライブビデオ。2023年3月8日にTop J Recordsから発売された。

## 概要
2022年にデビュー12年目で初めて東京・大阪で開催されたドームツアーの模様を東京公演を中心に収録。
初回限定盤には同年夏に行われたツアー「セクシーゾーン ライブツアー2022 ザ・アリーナ」の最終公演である静岡エコパアリーナ公演の模様が収録され、ドーム・アリーナの各会場にて流れたバラエティー映像が収録されている。通常盤には「セクシーゾーン ライブツアー2022 ザ・アリーナ」の準備段階から「セクシーゾーン ドームツアー2022 ザ・ハイライト」の舞台裏を10か月にわたって追ったドキュメンタリーが収録されている。

## 収録内容
内容はDVD·Blu-ray共通。

### Disc1
内容は初回限定盤・通常盤共通。収録時間約152分。
1. Sexy Zone
2. RUN
3. NOT FOUND
4. LET'S MUSIC
5. ROCK THA TOWN
6. Celebration!
7. シングルメドレー - Lady ダイヤモンド, バィバィDuバィ〜See you again〜, Sexy Summerに雪が降る
8. THE FINEST
9. Summer Ride
10. Desideria
11. 夏のハイドレンジア
12. イノセントデイズ
13. Honey Honey
14. Iris
15. MC
16. 冬が来たよ
17. 名脇役
18. COOL DON'T LIE / IMPACTors
19. Sleepless
20. RIGHT NEXT TO YOU
21. Freak your body
22. Trust Me, Trust You.
23. ハイライトメドレー - With you, King＆Queen＆Joker, Real Sexy!, BAD BOYS, スキすぎて, 男 never give up, 勝利の日まで, Cha-Cha-Cha チャンピオン, カラフル Eyes, 勇気100%,
24. Forever Gold
25. Dream
26. High!! High!! People
27. Hey you!
28. ぎゅっと
29. Congratulations

### Disc2（初回限定盤）
収録時間約140分。
- 「セクシーゾーン ライブツアー2022 ザ・アリーナ」@［静岡］エコパアリーナ

1. SUMMER FEVER
2. Desideria
3. Heat
4. Prism
5. Sexy Zone
6. 君にHITOMEBORE
7. 麒麟の子
8. THE FINEST
9. Summer Ride
10. 君がいた夏に・・・
11. ROCK THA TOWN
12. シーサイド・ラブ
13. MC
14. Story
15. 夏のハイドレンジア
16. Freak your body
17. RIGHT NEXT TO YOU
18. Lady ダイヤモンド
19. Ringa Ringa Ring
20. 休みの日くらい休ませて
21. ぎゅっと
22. Forever Gold
23. LET'S MUSIC
24. RUN
25. Dream
26. Honey Honey
27. Iris
28. フィルター越しに見た空の青

### Disc3（初回限定盤）
収録時間約45分。
- ドームツアームービー"Sexy Zone 懐かしアイテムクイズ"完全版
- アリーナツアームービー"セクシーガール 超セクシー★寝起き!?"コレクション

### Disc2（通常盤）
収録時間約81分。
- ドキュメントムービー"セクシーゾーン アリーナ＆ドームツアー 2022"

## チャート成績
初週DVDが3.7万枚、Blu-rayが8.4万枚を売り上げ、「オリコン週間DVDランキング」「オリコン週間Blu-ray Discランキング」「週間ミュージックDVD・BDランキング」の3部門全てで首位を獲得し、6作連続・通算6作目となる「映像3部門」同時1位を達成。「週間ミュージックDVD・BDランキング」における初週売上12.1万枚は、前作『Sexy Zone Anniversary Tour 2021 SZ10TH』の9.5万枚を超える自己最高初週売上である。